# Felicísimo Fajardo
Felicísimo Rodríguez Fajardo (Floridablanca, 26 ottobre 1916 – 19 agosto 2001) è stato un cestista e allenatore di pallacanestro filippino.
Era il fratello di Gabriel Fajardo e il nipote di Jacinto Ciria Cruz.

## Carriera
Ha disputato otto partite ai Giochi della XIV Olimpiade segnando 56 punti con un massimo di 15 contro l'Iraq.
È stato l'allenatore della nazionale ai successivi Giochi della XV Olimpiade.